# Quercus sessilifolia
Quercus sessilifolia är en bokväxtart som beskrevs av Carl Ludwig von Blume. Quercus sessilifolia ingår i släktet ekar, och familjen bokväxter. Inga underarter finns listade i Catalogue of Life.

## Bildgalleri

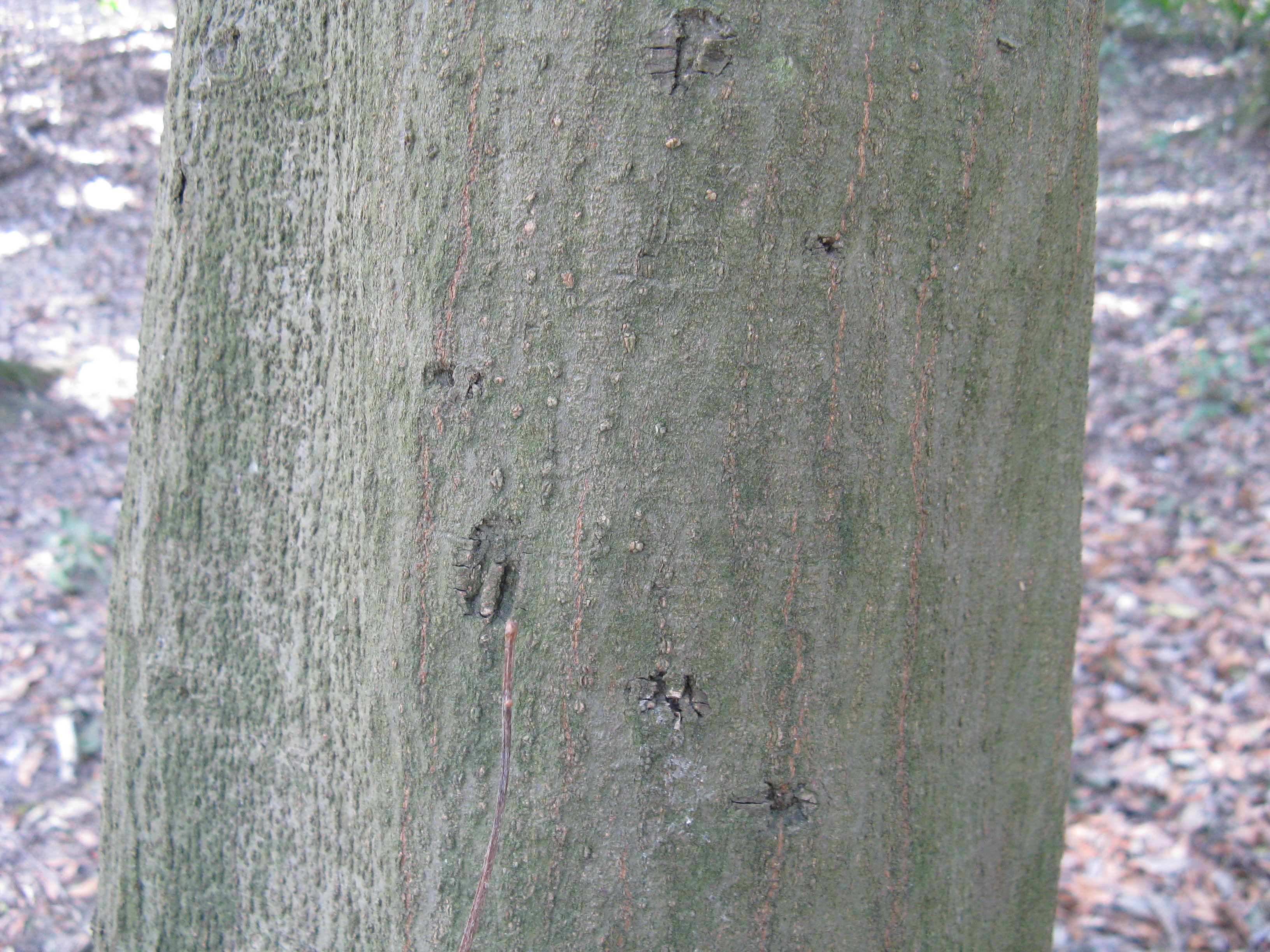
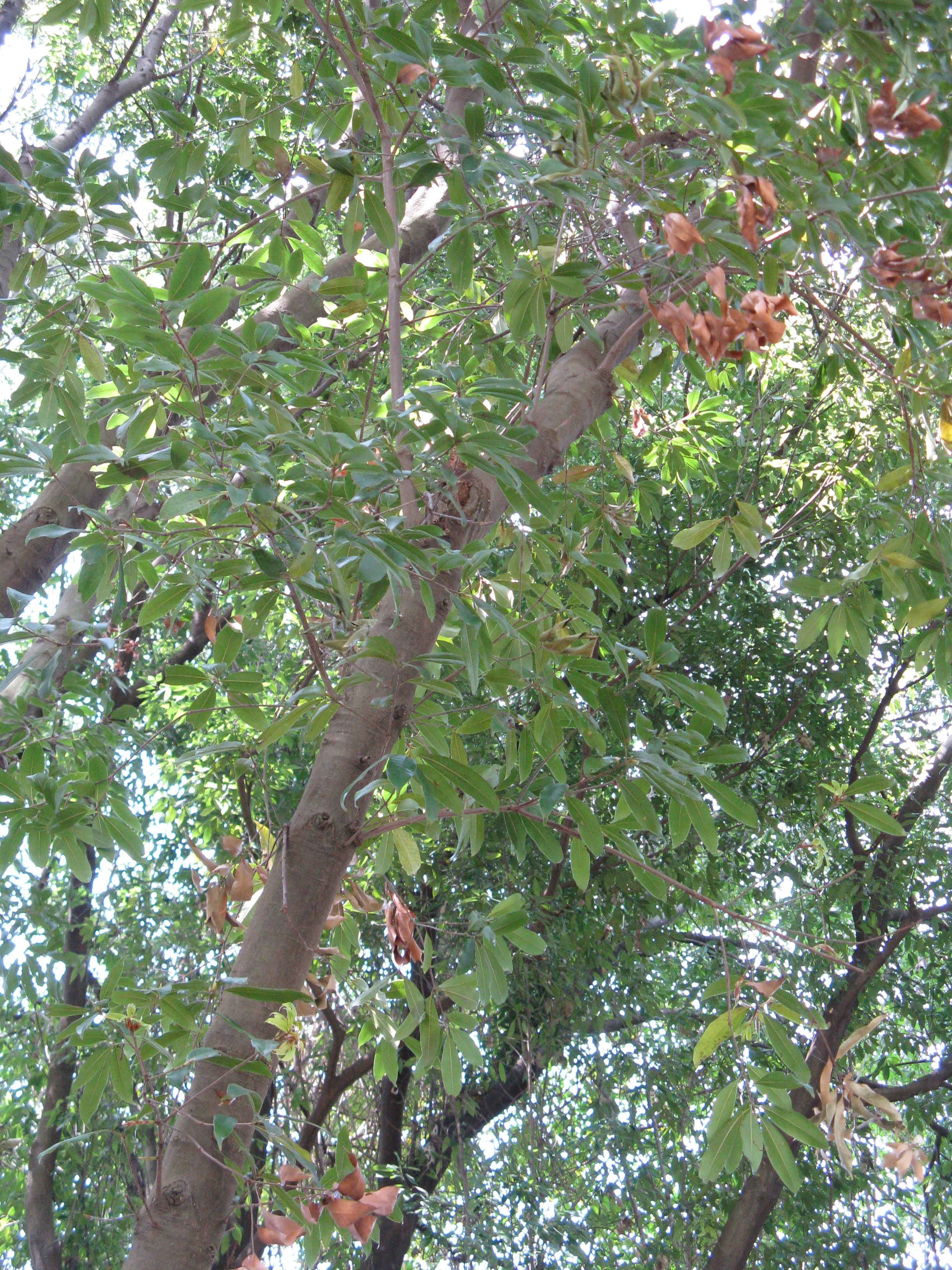
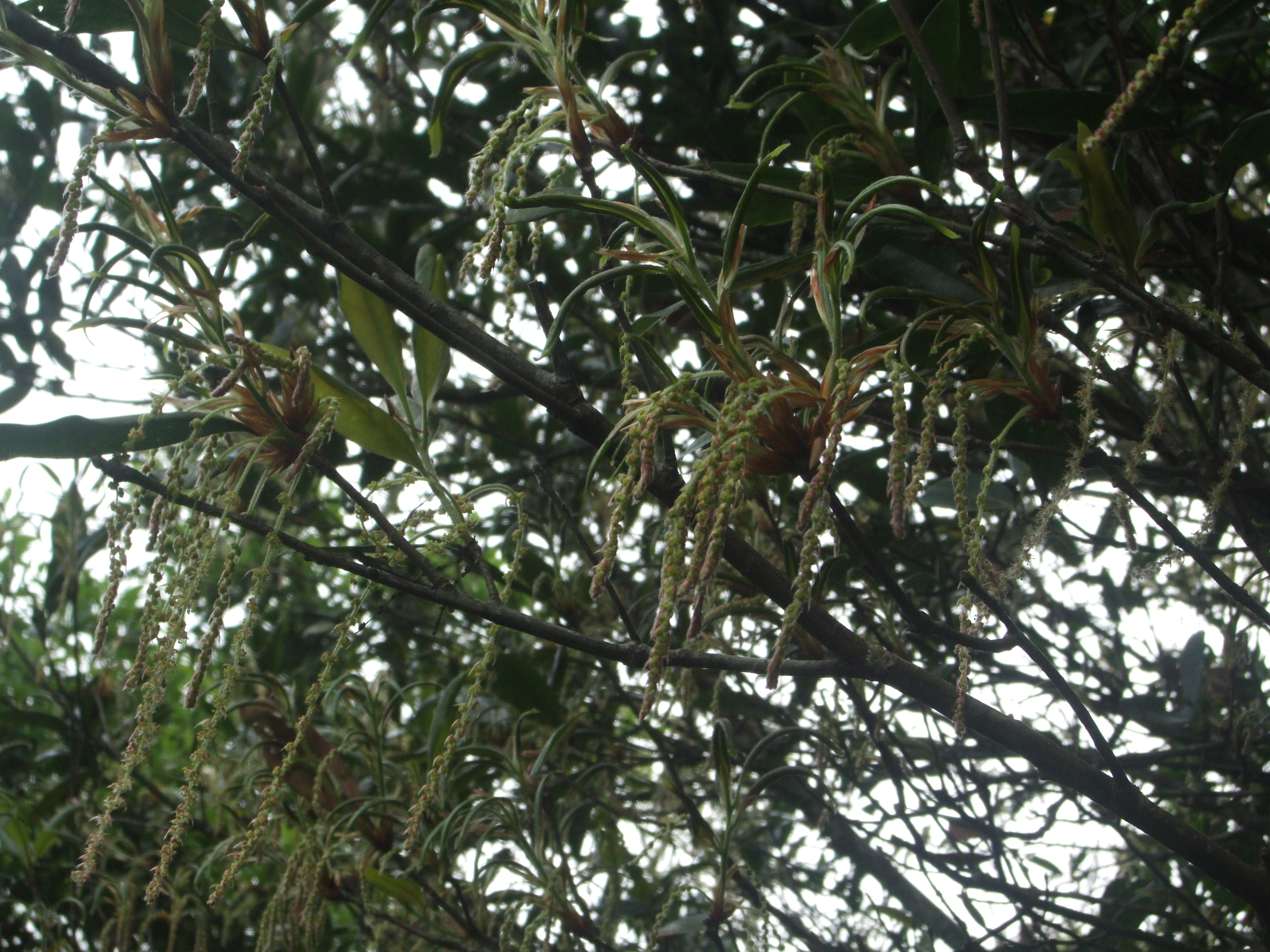
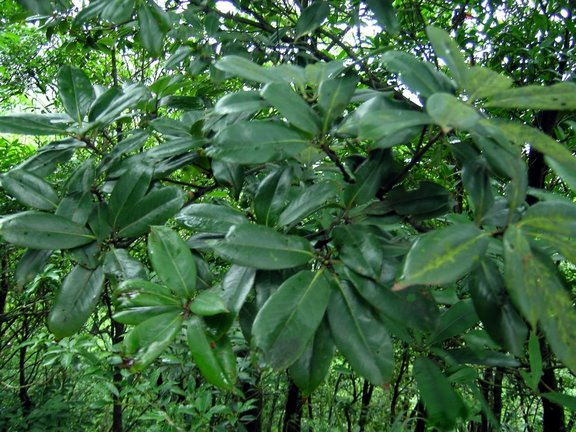